# 新潟県道155号橋立青海停車場線

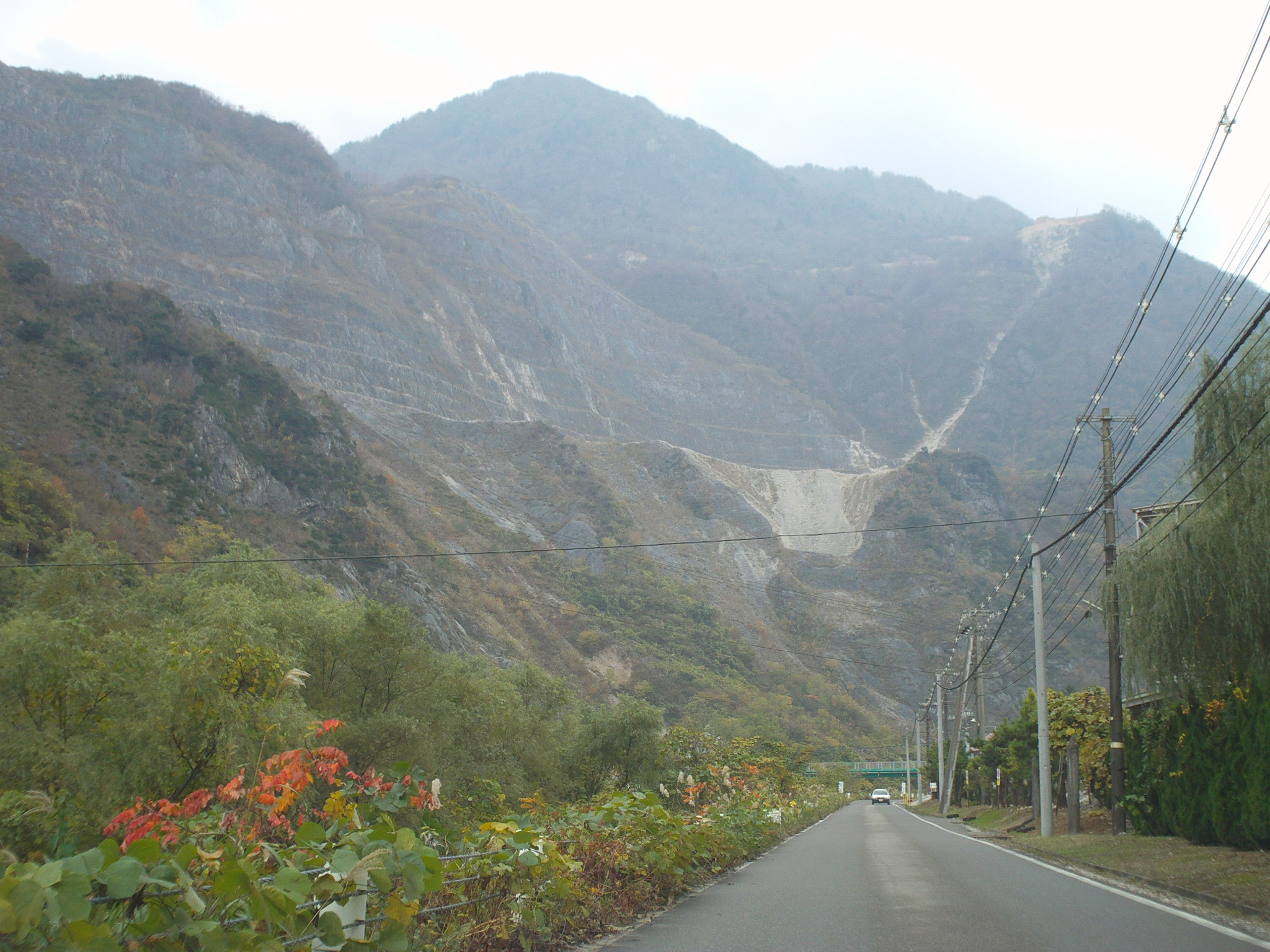
デンカ青海鉱山と黒姫山（2011年11月）

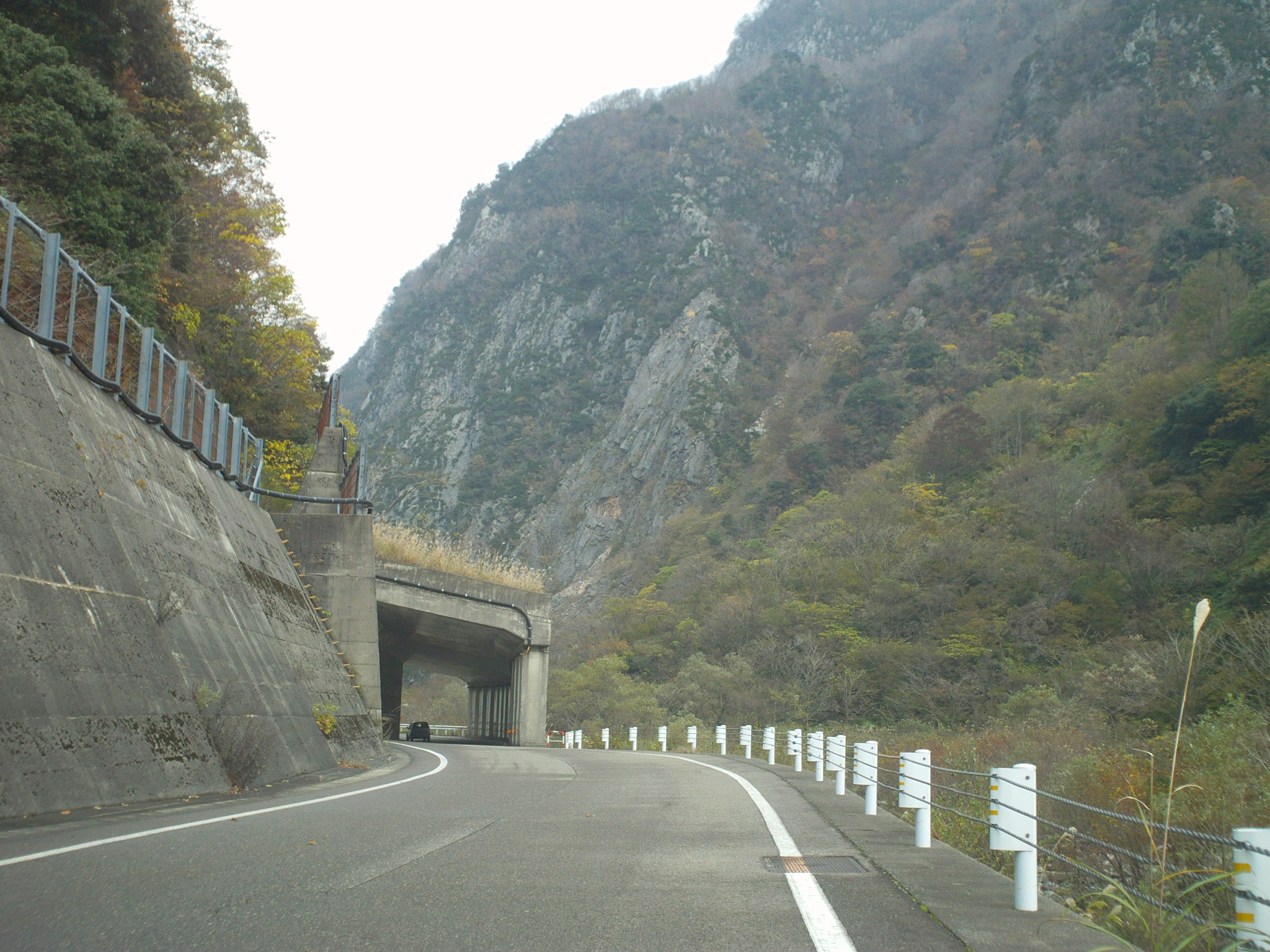
青海川沿いの洞門（2011年11月）

新潟県道155号橋立青海停車場線（にいがたけんどう155ごう はしだておうみていしゃじょうせん）とは、新潟県糸魚川市内を通る一般県道である。

## 概要
糸魚川市西部の青海地域の南西部と青海地区中心部および国道8号、えちごトキめき鉄道・日本貨物鉄道（JR貨物）青海駅とを結ぶ。ほぼ全区間、二級河川青海川に沿っており、起点から御幸橋までは青海川左岸を、同橋から終点までを右岸をそれぞれ通っている。沿道にはデンカ青海工場があり、その関連施設も多数立地されている。国道8号と交わる港町交差点の南にはえちごトキめき鉄道・日本貨物鉄道（JR貨物）日本海ひすいラインを跨ぐ青海川跨線橋はループ橋となっている。

### 路線データ
- 起点：新潟県糸魚川市大字橋立字マコシ1131
- 終点：新潟県糸魚川市大字青海842-1（＝えちごトキめき鉄道・JR貨物青海駅前）

## 路線状況
全区間セメントやアスファルトで舗装されている。
ほとんどの区間で規格改良が進んでおり、その割合は約95.5%（7.5903km＝7590.3m）である。5.5m以上の幅員が確保された車道は全体の約38.1%（3.0316km＝3031.6m）であり、3.5m未満の車道も0.1578km（＝157.8m）存在する。歩道は2.245km（＝2245m）設置されている。

### 冬期閉鎖区間
- 糸魚川市橋立 - 同市清水倉 2.4km
  - 概ね12月上旬から翌年4月中旬まで閉鎖される[1]。

## 地理

### 通過する自治体
- 新潟県
糸魚川市

### 交差する道路
- 国道8号（新潟県糸魚川市青海・港町交差点）
- 新潟県道486号姫川港青海線（糸魚川市青海）
- 国道8号（糸魚川市青海・大正橋北詰：終点）

### 沿線
- 青海川
- 橋立ヒスイ峡 - 青海川の硬玉産地及び硬玉岩塊（天然記念物）
- デンカ 青海工場
- 黒部川電力 青海川変電所
- 東北電力 石曽根開閉所
- 北陸新幹線 北陸道架道橋 青海トンネル
- 北陸自動車道 子不知トンネル 寺地トンネル
- えちごトキめき鉄道・JR貨物 青海駅